# Hymenoptychis
Hymenoptychis és un gènere d'arnes de la família Crambidae.

## Taxonomia
- Hymenoptychis dentilinealis Snellen, 1880
- Hymenoptychis phryganidalis Pagenstecher, 1886
- Hymenoptychis scalpellalis Pagenstecher, 1886
- Hymenoptychis sordida Zeller, 1852